# 聖霊中学校・高等学校
聖霊中学校・高等学校 （せいれい ちゅうがっこう・こうとうがっこう、英: Seirei Junior & Senior High School）は、愛知県瀬戸市せいれい町にある私立中高一貫校。

## 概要

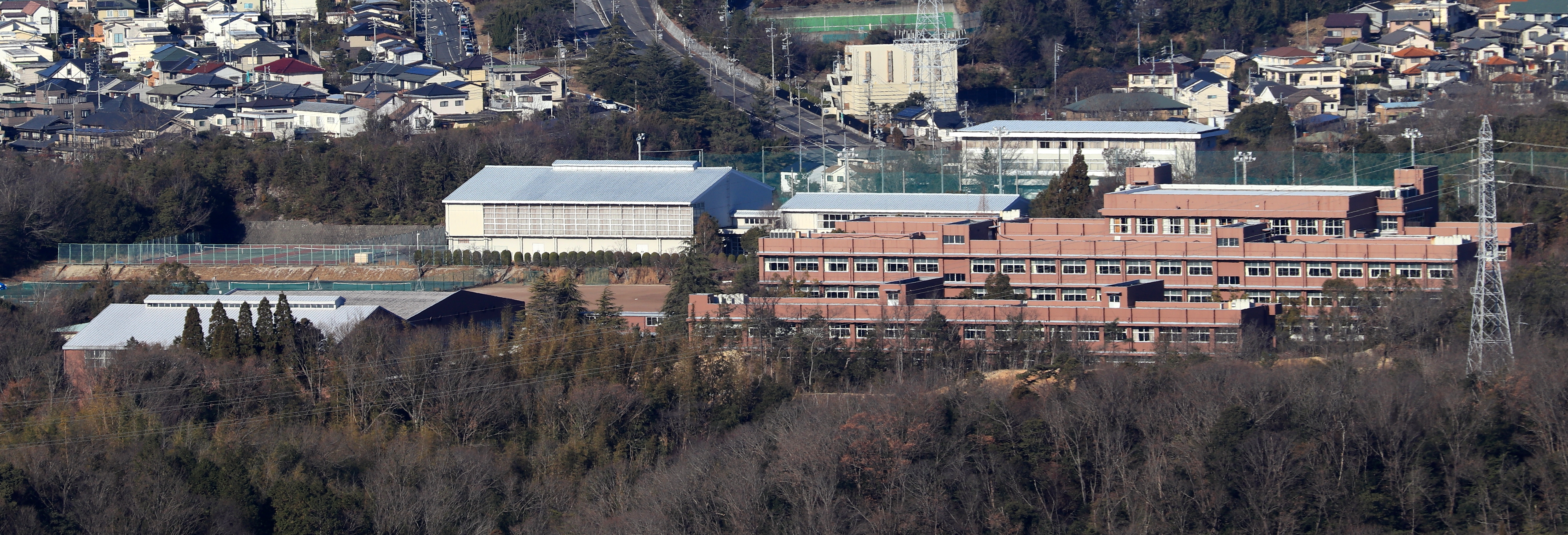
海上の森方面の物見山から望む聖霊中学校・高等学校
（2019年1月）

設置者は学校法人南山学園。中高一貫6か年教育を行っているが、高校入学からの生徒も募集している。
2023年5月1日時点の生徒数は、中学校586人、高等学校715人、計1301人である。

## 教育方針 / 特徴

### モットー
- 『光の子として生活せよ』[3]

### 教育の3つの柱
《出典：》
- 宗教教育：人間の生き方をともに考える。

- 外国語教育：国際感覚を磨く。

- 情操教育：感動する心、豊かな心を育む。

## 沿革
聖霊中学校・高等学校の沿革については、以下のとおりである。
- 1948年（昭和23年）4月 - 聖霊会が設立母体となり、財団法人名古屋聖霊学園を設立[6]。
- 1949年（昭和24年）
  - 2月1日 - 名古屋聖霊中学校の設置について愛知県知事より認可（同年3月3日 告示第183号）[7]。
  - 4月1日 - 愛知県名古屋市中区南外堀町6丁目1番地[7]（現在の同区三の丸の一部）に中学校[注釈 2]を開設[6]。
- 1951年（昭和26年）
  - 3月15日[9] - 財団法人名古屋聖霊学園を学校法人名古屋聖霊学園に組織変更[6][10]。
  - 12月28日 - 聖霊高等学校の設置認可[10]。
- 1952年（昭和27年）4月1日 - 高等学校を開設[6]。
- 1964年（昭和39年） - 新校舎竣工。
- 1968年（昭和43年）4月1日 - 住居表示の実施に伴い、所在地の表記が「名古屋市中区南外堀町6丁目1番地[10]」から「名古屋市中区三の丸2丁目1番1号[11]」へ変更。
- 1970年（昭和45年）4月 - 愛知県瀬戸市（現在地）に移転。
- 1978年（昭和53年）4月1日 - 2学期制から3学期制に変更。
- 1981年（昭和56年）3月31日 - 新町名の創設により所在地の表記が「瀬戸市大字山口字北山220番地194[12]」から「瀬戸市せいれい町2番地[13]」へ変更。
- 1995年（平成07年）6月 - 神言修道会を設立母体とする学校法人南山学園と法人合併[6]。
- 1998年（平成10年） - 全校舎冷房整備。
- 1999年（平成11年） - 創立50周年にあたり、記念式典や行事を挙行。
- 2020年（令和02年）4月 - 南山大学の旧瀬戸キャンパス内に竣工した新校舎に移転。

## 部活動

### 中学校

#### 運動部 ・同好会
- バスケットボール部
- バレーボール部
- テニス部
- 水泳部
- ソフトボール部
- 空手部
- 卓球部
- ゴルフ部
- バドミントン部
- 少林寺拳法部
- チアリーディング部
- 陸上部
- ダンス部
- ラクロス同好会

#### 文化部・同好会
- 放送部
- 演劇部
- アニメーション部
- 聖歌隊部
- オーケストラ部
- 英語スピーチ部
- 琴曲部
- 手芸部
- DAC[注釈 3]部
- 茶道部
- 和太鼓部
- LIC（図書館改善委員会）同好会
- コンピュータ同好会
- 軽音楽部同好会
- 科学研究同好会

### 高等学校

#### 運動部・同好会
- バスケットボール部
- バレーボール部
- テニス部
- ソフトボール部
- 少林寺拳法部
- 卓球部
- ゴルフ部
- バドミントン部
- チアリーディング部
- 陸上部
- ダンス部
- ラクロス同好会

#### 文化部・同好会
- DAC部
- 放送部
- 演劇部
- アニメーション部
- 聖歌隊部
- オーケストラ部
- 美術部
- 軽音楽部
- 英語スピーチ部
- 箏曲部
- 茶道部
- 和太鼓部
- LIC（図書館）同好会
- 服飾同好会

## 交通

### スクールバス
スクールバス（「学園バス」または「聖友会通学バス」と呼称）は、以下の11系統で運行され、全校生徒の90%が利用している。

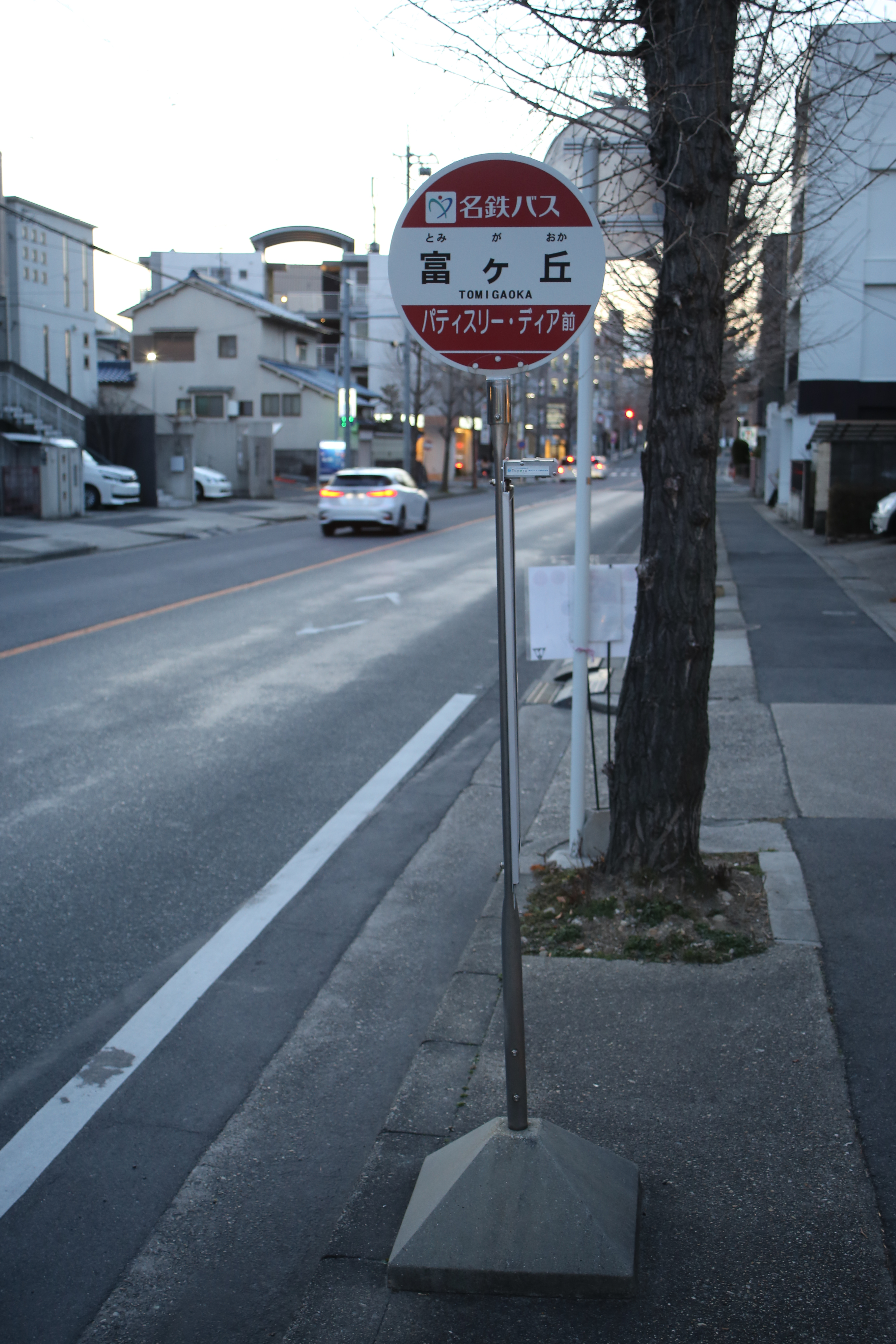
富が丘バス停
（2018年2月）

1. 上社線（KY） - 起点は、上社バスターミナル。
2. 藤が丘線（FG） - 起点は、名鉄バス停「極楽東」最寄りの極楽保育園前。
3. 竹越線（TK） - 起点は、名鉄バス停「富が丘」。
4. 植田線（UD） - 起点は、名古屋市営地下鉄鶴舞線の植田駅最寄りのファミリーマート前。梅森石神経由と赤池経由の2路線がある。
5. 日進線（NS） - 起点は、名鉄バス停「中三本木」。
6. 豊田線（TT） - 起点は、愛知環状鉄道・愛知環状鉄道線（以下「愛環」と省略）の新豊田駅東口ロータリー内。四郷経由と三好丘経由の2路線がある。
7. 多治見線（TJ） - 起点は、多治見駅南出口から徒歩2分のうなぎ料理店前。
8. 山口線 – 起点は、愛環の山口駅。
9. 藤岡線（FO） - 起点は、「中山インター北」交差点から南40メートル地点。
10. みどり線（MD） - 起点は、鳴子町3丁目にある鳴子藤川公園前。
11. 守山瀬戸線（MS） - 起点は、「守山イオン」。

### 鉄道
- 愛知環状鉄道・愛知環状鉄道線 山口駅下車、徒歩で約15分。

## 著名な出身者
- 塚田彩湖 - PINK SAPPHIRE
- 吉田恵 - キャスター
- 真山景子 - モデル
- 木村由姫 - 元歌手
- 加納有沙 - フリーアナウンサー
- ゆいかれん - 元宝塚歌劇団月組娘役
- 山田美諭 - テコンドー選手
- 清里千聖 - ZIP-FM
- 松生理乃 - フィギュアスケート選手 ※中学校のみ。のちに名古屋市立前津中学校へ転校。

## 校長
- 現職：マイケル・リンストロム[16]